# Albuca candida
Albuca candida är en sparrisväxtart som först beskrevs av Anna Amelia Obermeyer, och fick sitt nu gällande namn av John Charles Manning och Peter Goldblatt. Albuca candida ingår i släktet Albuca och familjen sparrisväxter.
Artens utbredningsområde är Namibia. Inga underarter finns listade i Catalogue of Life.